# Perknaster densus
Perknaster densus är en sjöstjärneart som beskrevs av Percy Sladen 1889. Perknaster densus ingår i släktet Perknaster och familjen Ganeriidae.

## Underarter
Arten delas in i följande underarter:
- P. d. patagonicus
- P. d. densus